# 田代売薬
田代売薬（たしろばいやく）とは、肥前国基肄郡田代領（後の佐賀県三養基郡田代町、現在の佐賀県鳥栖市）を拠点として発達した売薬業。

## 概要
成立時期は不明であるが、18世紀中期には田代に売薬、すなわち薬の製薬・行商を行う者が存在していたことが知られている。当初は農家の副業としての性格が強かった。
ところが、田代は豊臣政権以来の対馬藩の飛領であり、米の生産が望めない対馬本国にとっては重要な食糧供給地域であった。このため、対馬藩では宝暦11年（1761年）・同12年（1762年）と相次いで農業の妨げになるという理由で売薬の禁令を出し、田代の町方居住者のみに限って売薬を容認している。ところが、九州を中心とした西国一帯に田代の薬の販路が次第に広がっていくにつれて、藩内にも田代売薬を藩財政の切り札にする動きが現れ、天明8年（1788年）には売薬を登録制にして、運上を納めさせることとした。田代の薬売は、富山売薬などと競合しながら市場を拡大していった。
明治に入ると、対馬藩による保護と制約が無くなる一方で、明治政府による新たな免許制と薬の検査制度及び印紙による課税制度が導入された。こうした状況に対応するために大学東校（後の東京大学）に検査を依頼したり、明治20年（1887年）には業界団体である「田代売薬同盟懇話会」を設立したりして売薬の質の向上と販路の拡大に努めた。
現在、田代売薬の系統を引き継ぐ製薬企業として久光製薬が知られている。